# Borli Panchtan
Borli Panchtan es una ciudad censal situada en el distrito de Raigad en el estado de Maharashtra (India). Su población es de 6952 habitantes (2011). Se encuentra  a 102 km de Bombay y a 110 km de Pune.

## Demografía
Según el censo de 2011 la población de Borli Panchtan era de 6952 habitantes, de los cuales 5943 eran hombres y 5437 eran mujeres. Borli Panchtan tiene una tasa media de alfabetización del 88,01%, superior a la media estatal del 82,34%: la alfabetización masculina es del 93,19%, y la alfabetización femenina del 83,34%.